# Super 2000
La Super 2000, conosciuta anche come S2000, è una classificazione della FIA specifica per la produzione di auto da corsa da versioni stradali. La classificazione è divisa tra auto da rally e auto da turismo. Queste vetture sono ammesse al campionato internazionale Super 2000 (SWRC).
L'obiettivo della FIA è quello di permettere a un gran numero di case automobilistiche e di privati, di ridurre i costi per la costruzione di auto competitive. Il campionato è diviso nelle due categorie che costituiscono questa classificazione.

## Modelli

### Rally

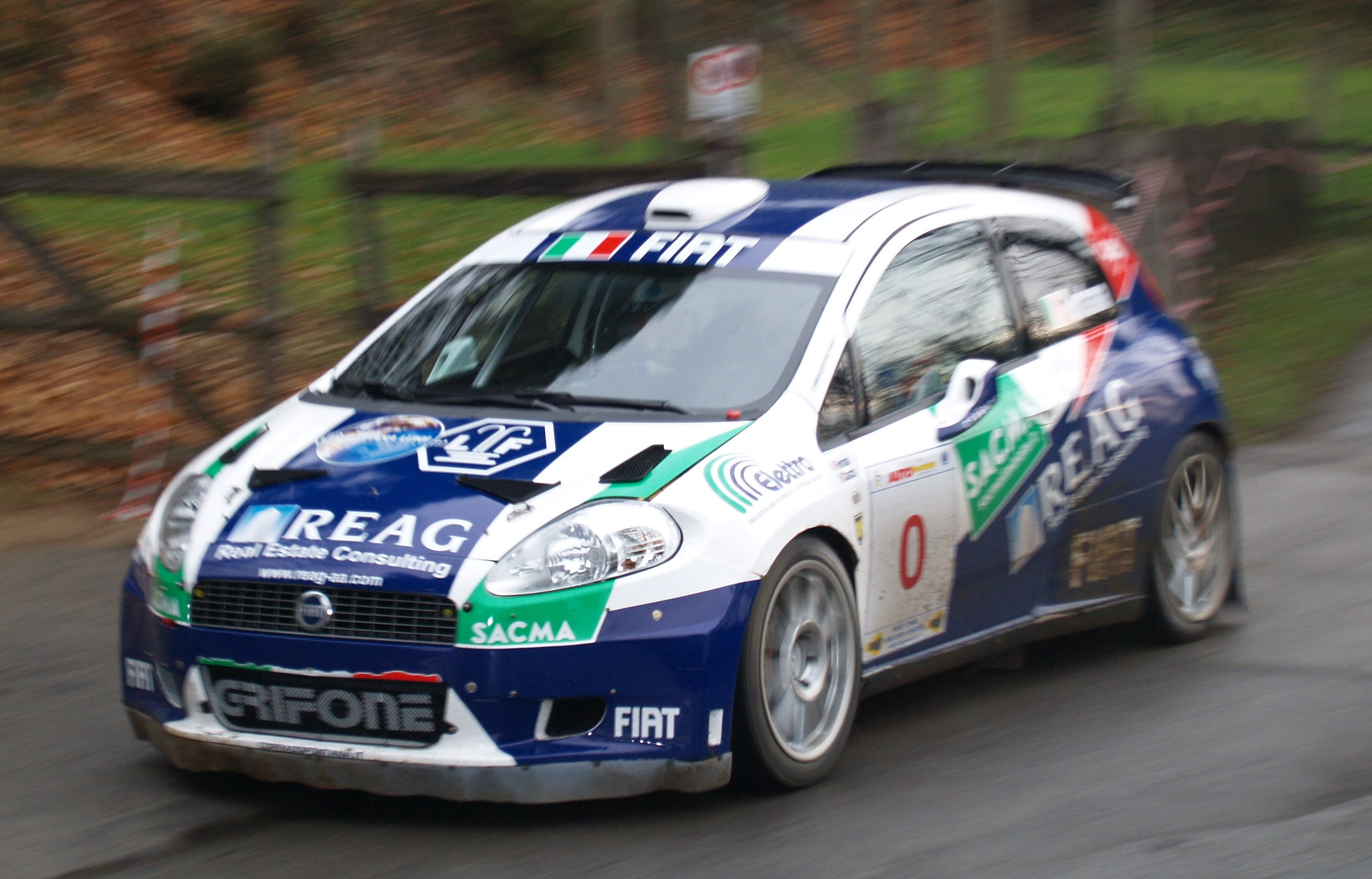
FIAT Grande Punto S2000 del 2007

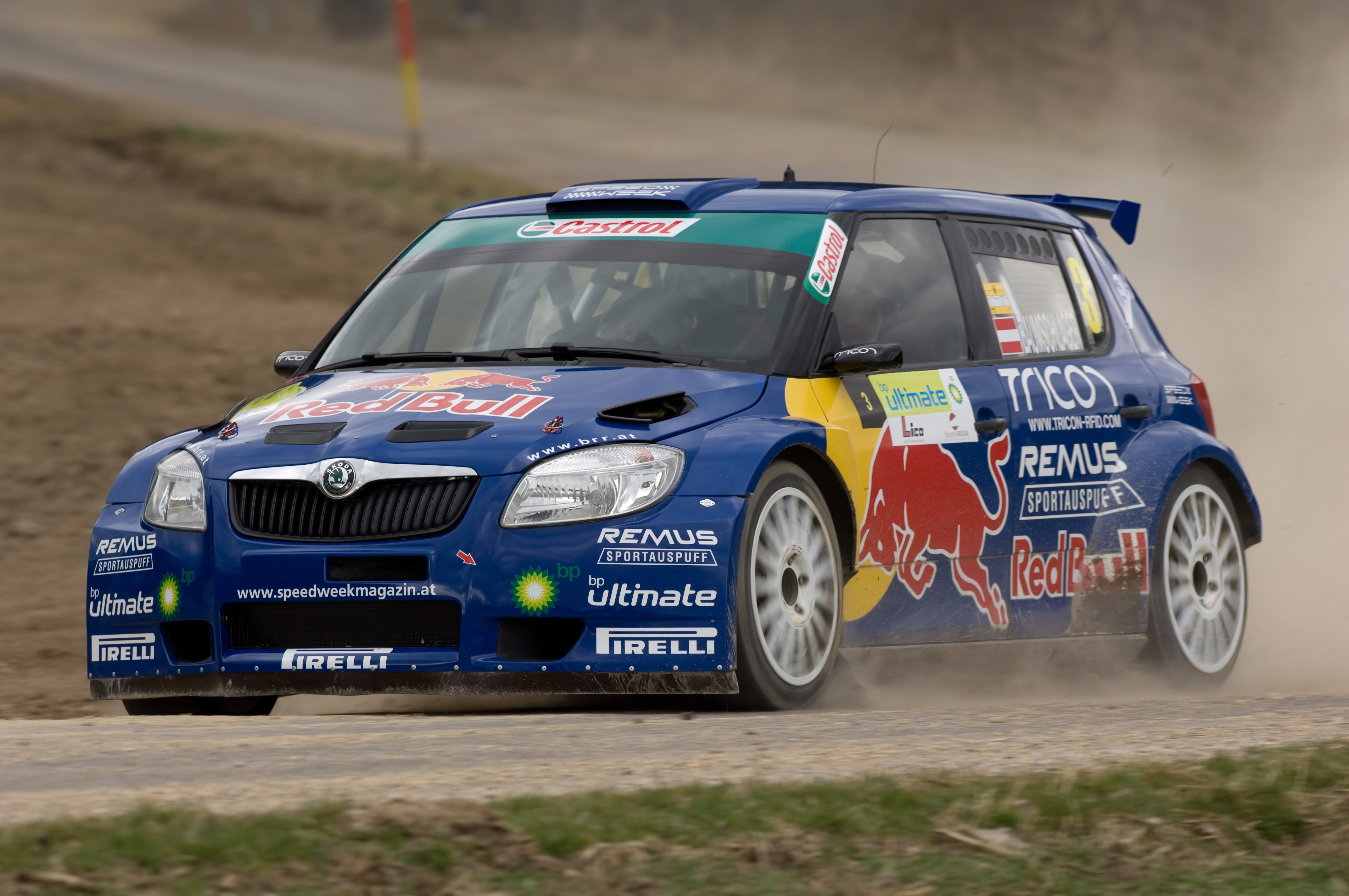
Škoda Fabia S2000 del 2009

Le seguenti vetture Super 2000 rally sono impiegate nelle competizioni.
- Abarth Grande Punto S2000
- Peugeot 207 S2000
- Toyota Corolla S2000
- Toyota Auris S2000
- Volkswagen Polo S2000
- MG ZR S2000
- Škoda Fabia S2000[2]
- Ford Fiesta S2000[3]
- Proton Satria Neo S2000
- Opel Corsa OPC S2000
- Lada 112 VK S2000
- Mini John Cooper Works S2000

C'è stato lo sviluppo e la sperimentazione di una Dacia Logan S2000 nel 2005, ma non è stato poi portato alle gare. Dal 2011 le S2000 sono state la base per le nuove vetture del Campionato del mondo rally, alimentate da un motore 1600 cm³ turbo e dotate di una più voluminosa ala posteriore, mentre le S2000 aspirate hanno continuato a concorrere nel solo campionato S-WRC.. I nuovi regolamenti tecnici per le nuove World Rally Car sono entrati in vigore dal 2011. Le vetture S2000 sono state poi sostituite dalle auto R5, dotate di un motore turbocompresso da 1600 cm³ come le WRC ma leggermente depotenziate e con aerodinamica meno spinta; esse furono impiegate nel campionato cadetto, denominato WRC-2.

### Turismo

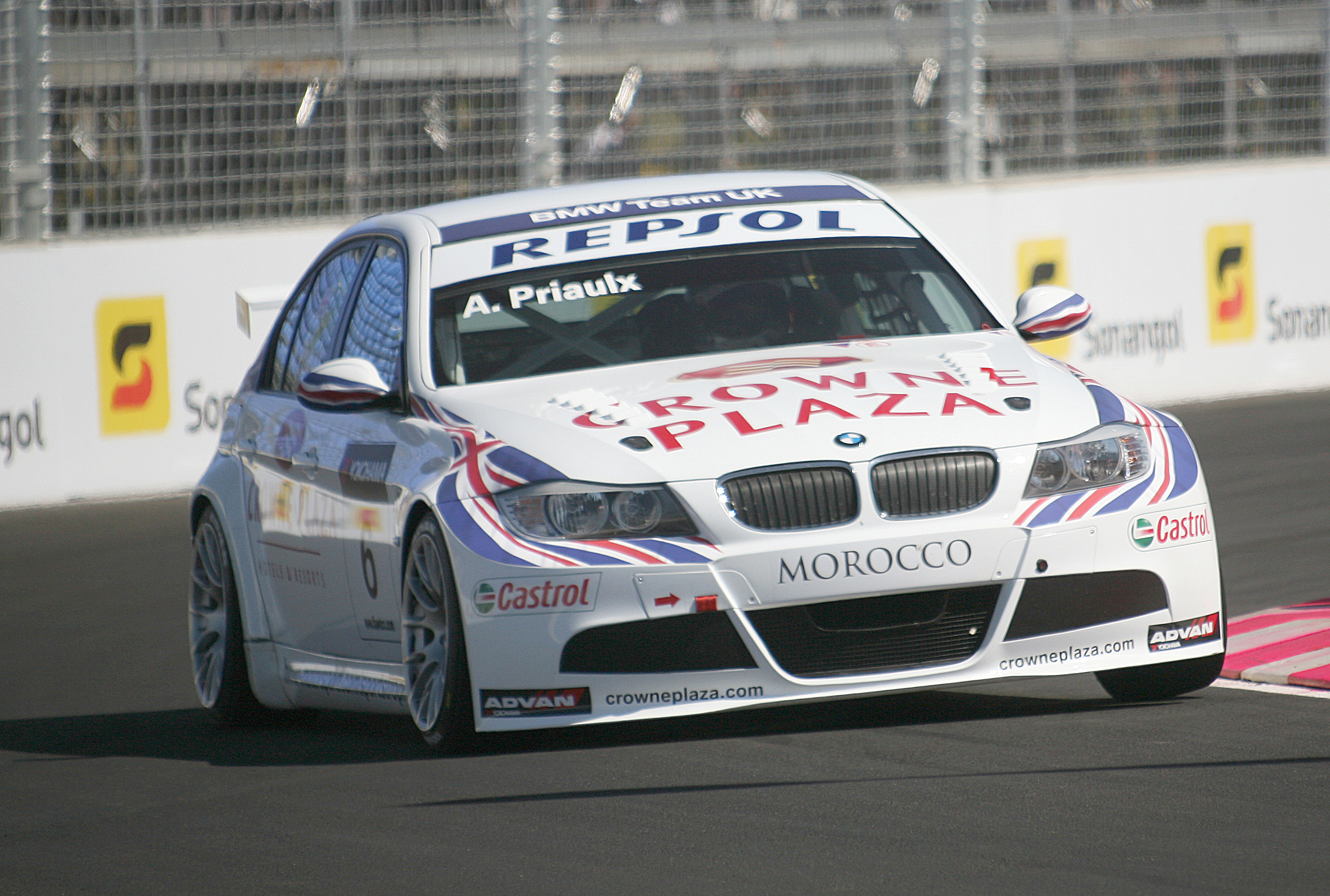
BMW serie 3 guidata da Andy Priaulx WTCC del 2009

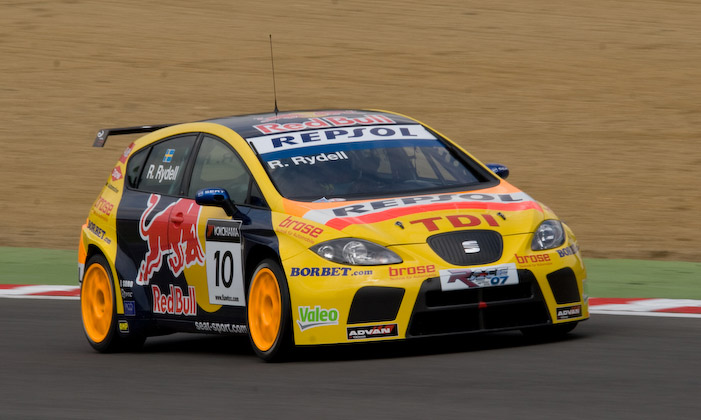
SEAT León guidata da Rickard Rydell a Brands Hatch al WTCC 2008

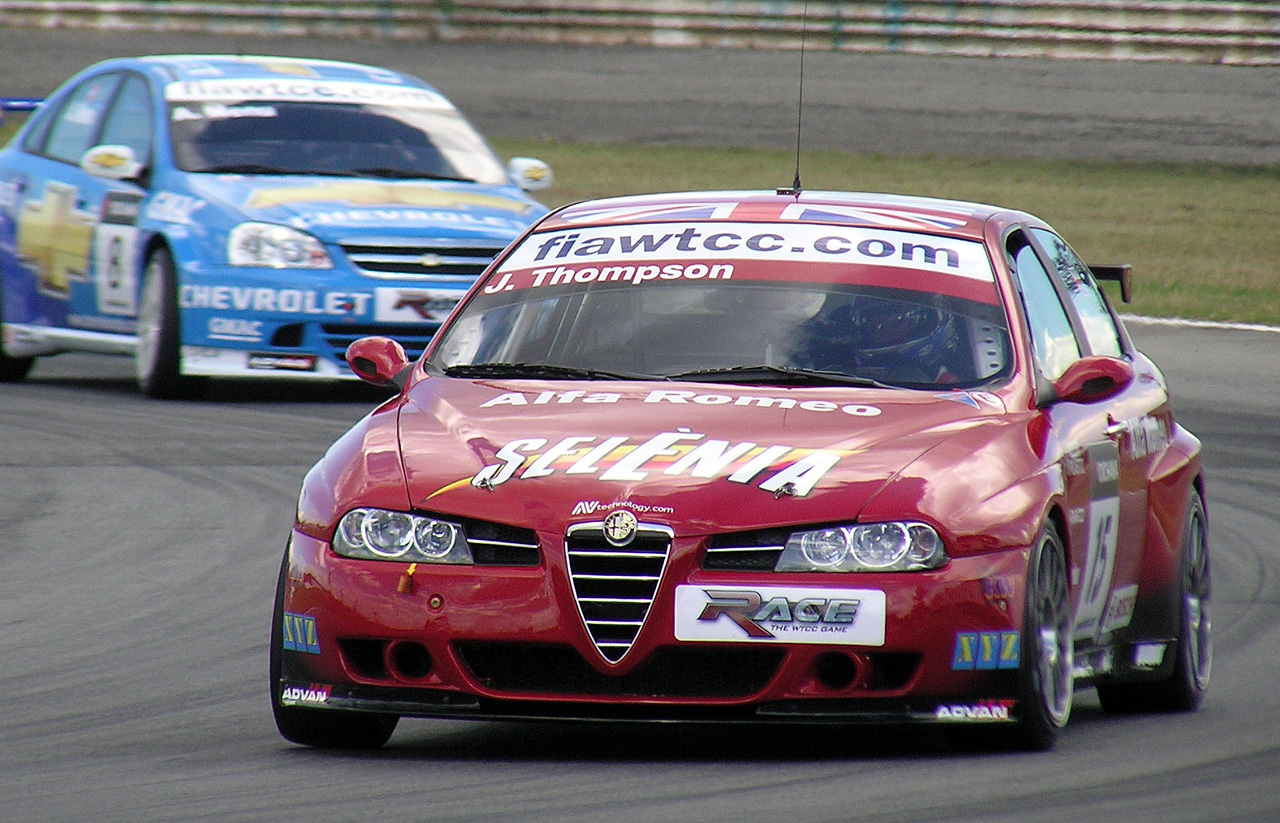
Alfa Romeo 156 guidata da James Thompson al WTCC 2007

Le seguenti vetture da turismo sono ammesse al campionato S2000:
- BMW serie 3
- SEAT León
- SEAT León TDI
- Chevrolet Cruze
- Chevrolet Lacetti
- Alfa Romeo 156
- Vauxhall Vectra
- Honda Accord
- Honda Civic
- Honda Integra
- Peugeot 407
- Peugeot 307
- Volvo C30
- Lexus IS
- Lada 110
- Lada Priora
- Ford Focus ST
- Audi A4
- Volkswagen Golf GTI

## Specifiche
Le specifiche FIA sono i seguenti:
- Vettura derivata dal modello di produzione, di cui sono stati prodotti almeno 2500 esemplari durante l'anno precedente;
- Massimo di 2 litri (2.000 cm³) di cilindrata;
- Normale aspirazione, Rally: 8500 giri/min massimo, Turismo: 8500 giri/min massimi per i 4 cilindri, 8750 giri/min massimi per i 5 cilindri, 9000 giri/min massimi per i 6 cilindri;
- Cambio a 6 rapporti sequenziale (specifiche di controllo), oppure a 5 marce MT mantenendo i rapporti del cambio originale;
- Non sono ammessi aiuti elettronici per la guida;
- La vettura deve essere in vendita a un prezzo massimo di 168000 €.[8]